# Antipa di Pergamo
Antipa di Pergamo (I secolo – Pergamo, 92 circa) sarebbe stato, secondo una tradizione consolidata, il primo o il secondo vescovo della comunità cristiana di Pergamo e uno dei primi cristiani a subire il martirio a causa della fede.
Le cui notizie sul suo conto sono decisamente scarse e vaghe, a parte una sua menzione nell'Apocalisse di Giovanni (Ap 2,13) e un richiamo di Tertulliano.

## Agiografia

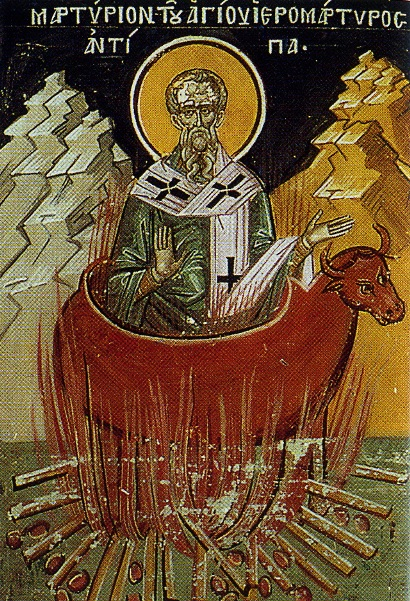
Martirio di sant'Antipa, affresco del 1560 nella chiesa della Trasfigurazione e di Santa Barbara, monastero di Rousanou, Meteora (Grecia)

Antipa è menzionato nel libro dell'Apocalisse (Ap 2,13), da Giovanni evangelista, il quale lo ricorda come un "fedele testimone, che fu ucciso tra voi, dove abita Satana". Dal contesto è possibile intuire che Antipa sia stato martirizzato a Pergamo, in Asia Minore, probabilmente al tempo delle feroci persecuzioni dell'imperatore Nerone (54-68), quasi sicuramente nell'anno 68.
Alcuni autori hanno fornito altre quattro date come probabili anni di morte: due durante l'impero di Domiziano (81-96), una nell'anno 83 e un'altra ancora nel tardo 92. Poiché Tertulliano fa menzione di un santo di nome Antipa martirizzato durante l'impero di Domiziano, sarebbe ovvio riconoscere in queste ultime due le date più probabili.
La passio tramandata sembra ricalcata sullo schema tipico agiografico: Antipa, vescovo della comunità cristiana di Pergamo, in età avanzata, fu arrestato in seguito ad una sommossa popolare; condotto dinnanzi al tribunale del prefetto della città, fu interrogato e come di consueto esortato a sacrificare agli dei, secondo gli ordini imperiali; per il suo rifiuto fu allora trascinato al tempio di Zeus e rinchiuso nello strumento di tortura noto come Toro di Falaride.

## Culto
Sul suo sepolcro venne edificata una chiesa ed il suo culto è antichissimo in Oriente. 
La tradizione orientale lo annovera tra i 72 apostoli di Cristo citati nei Vangeli.
La Chiesa cattolica lo considera santo in virtù del martirio subito. Il giorno della sua commemorazione è l'11 aprile. Dal Martirologio Romano: "A Pergamo nell'Asia, nell'odierna Turchia, commemorazione di sant'Antípa, che, testimone fedele, come dice san Giovanni nell'Apocalisse, subì il martirio in nome di Gesù."